# Szlakiem Wielkich Jezior 2017
1. edycja wyścigu kolarskiego Szlakiem Wielkich Jezior odbyła się w dniu 20 sierpnia 2017 roku i liczyła 167 km. Start i meta wyścigu miały miejsce w Czyżewie. Wyścig figurował w kalendarzu cyklu UCI Europe Tour, posiadając kategorię UCI 1.2.

## Klasyfikacja generalna
| M-ce | Imię i nazwisko       | Kraj    | Drużyna               | Czas       |
| ---- | --------------------- | ------- | --------------------- | ---------- |
| 1.   | Marek Rutkiewicz      | Polska  | Wibatech 7R Fuji      | 3h 51' 02" |
| 2.   | Andris Vosekalns      | Łotwa   | Rietumu Banka–Riga    | + 0"       |
| 3.   | Josef Černý           | Czechy  | Elkov–Author          | + 0"       |
| 4.   | Paweł Bernas          | Polska  | Domin Sport           | + 0"       |
| 5.   | Mateusz Komar         | Polska  | Voster Uniwheels Team | + 0"       |
| 6.   | Tomáš Bucháček        | Czechy  | Elkov–Author          | + 1' 21"   |
| 7.   | Adrian Honkisz        | Polska  | Wibatech 7R Fuji      | + 1' 23"   |
| 8.   | Peeter Pruus          | Estonia | Rietumu Banka–Riga    | + 1' 26"   |
| 9.   | Sylwester Janiszewski | Polska  | Wibatech 7R Fuji      | + 5' 21"   |
| 10.  | Jiří Polnický         | Czechy  | Elkov–Author          | + 5' 21"   |